# 秦家懿
 秦家懿 CM RSC（英語：Julia Ching，拼音: Qín Jiāyì；1934年—2001年10月26日）是多倫多大學的宗教、哲學、東亞研究教授。

## 生平
秦家懿生於1934年的上海，於第二次世界大戰間逃到台灣。她在香港完成高中後，她轉到紐約州的 新羅謝爾學院留學，及當了廿多年吳蘇樂會（Ursulines）的修女。她後來重返校園，先在美國天主教大學完成碩士 學位，後在澳洲國立大學完成東亞研究博士。她先後在哥倫比亞大學和耶魯大學任教，自1978年開始在多倫多大學教學。她的弟弟秦家驄（Frank Ching; 拼音: Qín Jiācōng）是《紐約客》、《華爾街日報》和《南華早報》的記者。
秦是國際知名的新儒家學者，且對明清宗教研究（10-17世紀）甚有心得。她寫了或編輯了15多本明朝儒學書籍，又多寫有關王陽明或朱熹的書。她在2000年獲昐加拿大勳章。
秦曾獲得多項學術獎項，包括R.C. 和 E.Y. Lee中國思想及文化教席（R.C. and E.Y. Lee Chair of Chinese Thought and Culture）、加拿大皇家學會院士、美國國會圖書館學者會會員。她於1994年又獲選為大學教授（University Professor），是多倫多大學的最高榮譽。她和她的丈夫及同事 - 宗教及南亞研究榮譽教授威拉德·G·奧斯特比（Willard G. Oxtoby）-在90年代共同籌辦亞洲研究國際會議，多達千名學者來到多大參與該項盛事。

## 個人生活
秦曾在1998年出版了她的個人傳記《蝴蝶的治癒：在東西之間的生活》（The Butterfly Healing: A Life Between East and West），分享她多年的恐懼與掙扎。當中她提到自己作為亞洲女性在男性主導的學術界的困難、嘗試維持屬靈操練的掙扎及在三次癌病大癒後尋找復原與人生的意義。
除了學術研究外，秦也致力參與各項社會運動，如國際行動理事會、 科學與和平（Science for Peace）、帕格沃什科學和世界事務會議等。她也是中國時事評論員，常現身於加拿大媒體中。而她因應天安門事件出版了《尋索中國的靈魂》（Probing China's Soul），談及中國的示威與異見事件。
她與奧斯特比收養了一個中國的男孩。
她於2001年10月26日因癌症復發過世。

## 著作
- Julia Ching. The Philosophical Letters of Wang Yang-ming. Canberra, Australia: Australian National University Press, 1972. 142pp. ISBN 0872492656

- Julia Ching. "'Authentic Selfhood': Wang Yang-Ming and Heidegger". The Monist, Volume 61, Issue 1, 1 January 1978, Pages 3-27. [4]
- Julia Ching. Confucianism and Christianity: A Comparative Study. New York: Kodansha International. 1978. xxvi+234 pp. ISBN 0-87011-303-8.[5]
- Hans Küng and Julia Ching. Christianity and Chinese Religions. New York: Doubleday, 1989. 309 pp. ISBN 9780385260220[6]
- Julia Ching. Probing China's Soul: Religion, Politics, and Protest in the People's Republic. San Francisco: Harper and Row, 1990. 269 pp. ISBN 978-0062501394 [7]
- Julia Ching. Chinese Religions. London: Palgrave, 1993. 275 pp. ISBN 9780333531730